# Poliladron (serie de televisión)
Poliladron: una historia de amor es una serie de televisión policial argentina, que permaneció en el aire desde enero de 1995 hasta julio de 1997, por lo tanto contó con 3 temporadas. Fue emitida por Canal 13 y producida por Pol-ka Producciones. Protagonizada por Adrián Suar y Laura Novoa. Coprotagonizada por Eduardo Cutuli, Federico D'Elía, Alejandro Fiore, Diego Peretti, Guillermo Marcos, Andrea Ríos y Mausi Martínez. Antagonizada por Salo Pasik, Claudio Rissi, Jessica Schultz, Martín Seefeld, Henry Zakka y César Vianco. También, contó con las actuaciones especiales de  Andrea Pietra, Osvaldo Santoro, Roberto Mosca y los primeros actores Horacio Ranieri y Adriana Aizemberg. 
También se emitió en diferentes países de Latinoamérica, Miami y España. Además, la serie contó con una versión teatral realizada en Mar del Plata en el verano de 1996.

## Argumento
Esta fue una explosiva historia de amor, dentro del marco de una serie policial-romántica con toques de comedia. Gustavo "el Nene" Carrizo (Adrián Suar) es estafador y oportunista, pero es también un ladrón simpático quien se gana a la gente por su increíble carisma y su deseo de ayudar a los demás. Sin embargo, Gustavo no podría imaginarse otro estilo de vida. Él pertenece a una familia con un amplio pasado delictivo y ha hecho un arte de sus crímenes. Su padre le enseñó como regrabar chasis de autos y camiones, luego comprar motores y venderlos como armados fuera de fábrica. Pero Gustavo llegó a Argentina desde España con otro propósito: vengar la muerte de su padre asesinado por una banda de narcotraficantes. Y en el momento de perpetrar su venganza, se tropezó con la policía. 
Una brigada especial de la policía que estaba tras los pasos de esa misma banda. Ellos decidieron usar a Gustavo como anzuelo para atrapar a la banda de narcotraficantes, y lo obligaron a colaborar con ellos a cambio de su libertad. Una de las integrantes de la brigada era Verónica Vega (Laura Novoa). Verónica amaba su profesión, hija de un comisario inspector retirado, se graduó de la escuela de policía con las más altas calificaciones. Era emprendedora, honesta, tenía un olfato especial para seguir pistas y resolver casos, y estaba muy orgullosa de ser policía. Verónica jamás hubiera imaginado que iba a enamorarse de un ladrón. 
A lo largo de la serie y a pesar de los conflictos que se generaban en sus familias, con sus amigos, "compañeros de trabajo" y hasta con otros amantes, Gustavo y Verónica descubrieron que existen sentimientos que no se pueden negar. Luego de muchísimas situaciones increíbles, finalmente El Nene Carrizo, terminó preso. Los crímenes que realizó durante la serie, terminaron costándole caro. Aunque él no era el único culpable de ellos. Muchas veces fue extorsionado para trabajar en misteriosos servicios de inteligencia especiales que no le dejaban otra alternativa. 

## Elenco

### Temporada 1
| Adrián Suar               | Gustavo "El Nene" Carrizo                   | 1 - 52                               |
| Laura Novoa               | Oficial Inspector Verónica Vega             | 1 - 52                               |
| Horacio Ranieri           | Subcomisario Esteban Cedrés                 | 1 - 52                               |
| Andrea Pietra             | Oficial Inspector Marcela Espina            | 7 - 52                               |
| Roberto Mosca             | Dana                                        | 1 - 52                               |
| Adriana Aizemberg         | Celia                                       | 1 - 52                               |
| Eduardo Cutuli            | Sargento 1º Gabriel Medina                  | 1 - 52                               |
| Federico D'Elía           | Oficial Principal Martín "El Chino" Cubasca | 1 - 52                               |
| Alejandro Fiore           | "El Negro" Rodríguez                        | 1 - 52                               |
| Diego Peretti             | Aldo "Tarta" Gaona                          | 1 - 52                               |
| Guillermo Marcos          | Heráclito Bustos                            | 2 - 52                               |
| Andrea Ríos               | Nancy                                       | 3 - 52                               |
| Mausi Martínez            | "Chaco"                                     | 3 - 52                               |
| Osvaldo Santoro           | Comisario Inspector "Chape" Ruiz            | 5 - 52                               |
| Carlos Carella            | Comisario Inspector Balbuena                | 1 - 3                                |
| Carlos Garric             | Comisario Inspector (R) Antonio Vega        | 4, 44                                |
| Salo Pasik                | Marcos                                      | 2, 7, 13, 16, 23, 26, 37, 38, 51, 52 |
| Claudio Rissi             | Amadeo Jesús Ibáñez                         | 1, 3, 4, 11                          |
| Marisa Mondino            | Inés                                        | 1 - 2                                |
| Nicolás Repetto           | "El Flaco" Ferreyra                         | 1                                    |
| Roberto Ibáñez            | Comisario Inspector Gallardo                | 2                                    |
| Horacio Fontova           | Quico                                       | 3                                    |
| Luis Ziembrowski          |                                             | 3                                    |
| Raúl Biaggioni            | Raúl                                        | 3, 32                                |
| Leandro Regúnaga          |                                             | 3, 33                                |
| Franklin Caicedo          | Comisario Inspector Ledesma                 | 4                                    |
| Gastón Carballo           | Gregorio Ledesma                            | 4                                    |
| Lorenzo Quinteros         | Hoffman                                     | 5                                    |
| Alejandro Awada           |                                             | 5                                    |
| Héctor Nogués             | Forense                                     | 6, 12                                |
| Carlos Weber              |                                             | 6                                    |
| Lucrecia Capello          | Tía del "Nene" Carrizo                      | 6                                    |
| Damián De Santo           | Fabián Del Río                              | 7                                    |
| Max Berliner              |                                             | 8                                    |
| Gabriel Goity             | "Chuli"                                     | 9                                    |
| Araceli González          | Sofía Cronwell                              | 10                                   |
| Pablo Bardauil            | Fernando                                    | 10                                   |
| Héctor Da Rosa            | Psicólogo                                   | 10                                   |
| Jean Pierre Noher         | "El Francés"                                | 11                                   |
| Mario Pergolini           | Jorge                                       | 12                                   |
| Silvina Bosco             | "Cielito"                                   | 12                                   |
| Julián Weich              | Nahuel Medina                               | 13                                   |
| Francisco Napoli          | Julio                                       | 13                                   |
| Alejandra Darín           | Zulema                                      | 14                                   |
| Pepe Monje                | "El Oreja"                                  | 14                                   |
| Fernando Lupiz            | Rodolfo Silvani                             | 15                                   |
| Diego Mesaglio            |                                             | 15                                   |
| Juan Díaz "Cuchuflito"    |                                             | 15                                   |
| Camila Perissé            | Licenciada Silvina Frenkel                  | 16                                   |
| Miguel Ángel Porro        |                                             | 16                                   |
| Orestes Katorosz          |                                             | 16                                   |
| Horacio Nicolai           |                                             | 16                                   |
| Virginia Innocenti        | María Salerno (a) "Morena"                  | 17                                   |
| Daniel Marcove            | Pablo                                       | 17                                   |
| Carlos Santamaría         | Fabian                                      | 17                                   |
| Roxana Randon             |                                             | 17                                   |
| Fabian Vena               | Joel                                        | 18                                   |
| Silvio Soldan             | Saborni                                     | 18                                   |
| Emilio Comte              | Subcomisario Lazarre                        | 18                                   |
| Diego Gentile             | Ramiro Espina                               | 18, 27                               |
| Rodrigo Cárdenas          | Oficial Principal Gerardo Cedrés            | 19                                   |
| Pepe Pensado Moreda       | Cataldo Pantuso                             | 19                                   |
| Antonio Caride            | Antonio "Tony" Pantuso                      | 19                                   |
| Andrea Cantoni            | María Rosa Cedrés                           | 19                                   |
| Emilio Disi               | Humberto Alaniz                             | 20                                   |
| Osvaldo Guidi             |                                             | 21                                   |
| Roberta Bechini           | Roberta                                     | 21                                   |
| Ernesto Michel            |                                             | 21                                   |
| Victor Bruno              | Alfio "El Loco" Galetti                     | 22                                   |
| Mario Pasik               | Raúl / Estévez                              | 23                                   |
| Lalo Mir                  | Germán Colucci                              | 24                                   |
| Deborah de Corral         | Blanca                                      | 24                                   |
| Arturo Maly               | Juez Duval                                  | 25                                   |
| Emilia Mazer              | Katya                                       | 25                                   |
| Luis Aranda               |                                             | 26                                   |
| José Manuel Espeche       | "Turco"                                     | 27                                   |
| Néstor Caniglia           | Darío                                       | 27                                   |
| Victor Laplace            | Ponce                                       | 27                                   |
| Jorge Alberto Gómez       | Abel Ponce                                  | 27                                   |
| Katja Alemann             | Leticia Sánchez Cornejo / Sabrina López     | 28                                   |
| Néstor Zacco              | Javier Soto García / Juan Sotelo            | 28                                   |
| Mariano Argento           |                                             | 28                                   |
| Mauricio Dayub            | "Tato" Gómez                                | 29                                   |
| Antonio Birabent          | Osvaldo Suárez                              | 30                                   |
| Claudia Gallegos          | Carola                                      | 30                                   |
| Beatriz Thibaudin         |                                             | 30                                   |
| Humberto Serrano          | Levy                                        | 31                                   |
| Cecilia De Carlo          | Mónica Landa                                | 31                                   |
| Vicky Fariña              | "Beby" Levy                                 | 31                                   |
| Pachi Armas               | Garofalo                                    | 32                                   |
| Ana María Ambasz          | Elsa                                        | 32                                   |
| Rubén Green               | Iriarte                                     | 33                                   |
| Marcos García Grau        | "El Zurdo"                                  | 33                                   |
| Miguel Dedovich           | Leiva                                       | 34                                   |
| Silvia Perez              | Raquel                                      | 34                                   |
| Juan Alberto Badía        |                                             | 34                                   |
| Jorge Marrale             | José "Príncipe" Donoso                      | 35                                   |
| Diana Maggi               | Francisca                                   | 36                                   |
| Martin Seefeld            |                                             | 36                                   |
| Joaquín Piñón             |                                             | 36                                   |
| Jorge Petraglia           | Félix                                       | 36                                   |
| Bahiano                   | Lalo                                        | 36                                   |
| Antonio Grimau            | Rechia                                      | 37 - 38                              |
| Alicia Aller              | Jueza Urquiza                               | 38, 51, 52                           |
| Mario Alarcon             |                                             | 39                                   |
| Sandra Domínguez          |                                             | 39                                   |
| Cacho Castaña             | Chelo                                       | 39                                   |
| Carlos Moreno             | "Chiche" Soriano                            | 40                                   |
| José María López          | Peralta                                     | 41                                   |
| Valentina Bassi           | Daisy                                       | 41 - 42                              |
| César Bordón              |                                             | 42                                   |
| Victor Hugo Morales       | Bargas                                      | 42                                   |
| Claudio Gallardou         | Joaquín                                     | 42                                   |
| Augusto Larreta           | Rematador                                   | 43                                   |
| Pía Uribelarrea           |                                             | 43                                   |
| Ruben Stella              | Alberto Lencina                             | 43                                   |
| Cristina Lemercier        | Alicia Armendoz                             | 43                                   |
| Alejo García Pintos       | Agustín                                     | 44                                   |
| Berugo Carámbula          | Raúl                                        | 44                                   |
| Pablo Machado             |                                             | 44                                   |
| Antonio Gasalla           | Celestino                                   | 45                                   |
| Ivo Cutzarida             | "Quebracho"                                 | 46                                   |
| Manuel Vicente            | Ondarza                                     | 46                                   |
| Verónica Lozano           |                                             | 46                                   |
| Osvaldo Príncipi          | Relator de boxeo                            | 46                                   |
| Jorge "Locomotora" Castro | "Huracán"                                   | 46                                   |
| Pablo Brichta             | "Bebe" Santangelo                           | 47                                   |
| Andrea Tenuta             | Mercedes                                    | 47                                   |
| Fernando Siro             | Carlos Capessi                              | 47                                   |
| Vanessa Miller            |                                             | 48                                   |
| Anahi Martella            | Nora Sotelo                                 | 48                                   |
| Edgardo Moreira           | Osvaldo                                     | 48                                   |
| Norberto Gonzalo          |                                             | 48                                   |
| Alfonso De Grazia         | Pereira                                     | 48                                   |
| Ramón "Palito" Ortega     | Senador Ortiz                               | 48                                   |
| Paula Portale             | Laura Cáceres                               | 49                                   |
| Ovidio Fuentes            | Atilio                                      | 49                                   |
| Jorge Diez                | Lázaro                                      | 49                                   |
| Vando Villamil            | Alfredo                                     | 50                                   |
| Victor Heredia            | Palumbo                                     | 50                                   |
| Juan Minujin              | Policía del hotel de alojamiento            | 51                                   |
| Daniel Gallardo           | Daniel                                      | 51 - 52                              |
| Héctor Da Rosa            | Arturo                                      | 51 - 52                              |
| Norberto Díaz             | Luciano                                     | 51 - 52                              |

- Adrian Suar como Gustavo "el nene" Carrizo
- Laura Novoa como Veronica Vega
- Osvaldo Santoro como Comisario Inspector Chape

### Temporada 2
| Adrian Suar          | Gustavo "El Nene" Carrizo                   | 53 - 95                                                        |
| Laura Novoa          | Oficial Inspector Verónica Vega             | 53 - 95                                                        |
| Horacio Ranieri      | Subcomisario Esteban Cedrés                 | 53 - 95                                                        |
| Andrea Pietra        | Oficial Inspector Marcela Espina            | 53 - 62                                                        |
| Roberto Mosca        | Dana                                        | 53 - 95                                                        |
| Adriana Aizemberg    | Celia                                       | 53 - 95                                                        |
| Eduardo Cutuli       | Sargento 1° Gabriel Medina                  | 53 - 95                                                        |
| Federico D'Elía      | Oficial Principal Martín "El Chino" Cubasca | 53 - 95                                                        |
| Diego Peretti        | Aldo "Tarta" Gaona                          | 53 - 95                                                        |
| Alejandro Fiore      | "El Negro" Rodríguez                        | 53 - 95                                                        |
| Guillermo Marcos     | Heráclito Bustos                            | 53 - 95                                                        |
| Andrea Ríos          | Nancy                                       | 53 - 95                                                        |
| Osvaldo Santoro      | Comisario Inspector "Chape" Ruiz            | 53 - 95                                                        |
| Salo Pasik           | Marcos                                      | 53                                                             |
| Jessica Schultz      | Camila                                      | 53, 57, 59, 63, 64, 67, 70, 71, 72, 73, 74, 75, 76, 86, 91, 92 |
| Claudio Martínez Bel | "Huevo"                                     | 54                                                             |
| Gabriel Goity        | "Coki"                                      | 54                                                             |
| Victoria Onetto      | Lili                                        | 55                                                             |
| Elizabeth Vernaci    | Voz Misteriosa                              | 55, 56, 57, 59, 66, 67, 69, 74                                 |
| Nito Artaza          | Omar Morel                                  | 55                                                             |
| José Luis Gioia      | "Conde"                                     | 56, 59, 63, 64, 68, 69, 70, 73, 74, 84, 93, 94                 |
| Martín Seefeld       | Oficial Inspector Nestor Córdoba            | 56 - 66                                                        |
| Adrián Yospe         | Nico                                        | 57                                                             |
| Alejandro Lerner     | Sulas                                       | 57                                                             |
| Paula Portale        | Marcia                                      | 58                                                             |
| Charlie Nieto        | Andechaga                                   | 58                                                             |
| Manuel Vicente       | Pedro                                       | 58                                                             |
| Darío Vittori        | Atilio                                      | 58                                                             |
| Ignacio Quirós       | Ruiz                                        | 59                                                             |
| Ricardo Puente       |                                             | 60                                                             |
| Daniel Miglioranza   | Elisetche                                   | 60                                                             |
| Bernardo Neustadt    | Morán                                       | 61                                                             |
| Norberto Gonzalo     |                                             | 61 - 62                                                        |
| Jorge Mayorano       | Salerno                                     | 61 - 62                                                        |
| Pancho Ibáñez        | Quimili                                     | 62                                                             |
| Jorge Guinzburg      | Ibarra                                      | 63                                                             |
| Jean Pierre Noher    | Lioy                                        | 63 - 64                                                        |
| Daniel Gallardo      |                                             | 64                                                             |
| Roberta Bechini      | Roberta                                     | 65, 77, 78                                                     |
| Juan Verdaguer       | Elías                                       | 66                                                             |
| Claudio Rissi        | Amadeo Jesús Ibáñez                         | 67, 71, 72, 84, 86, 91, 92, 93, 94, 95                         |
| Alicia Aller         | Jueza Urquiza                               | 68, 69                                                         |
| Adolfo Yanelli       | "Bombita"                                   | 68, 70                                                         |
| Miguel Guerberof     |                                             | 68, 69, 70                                                     |
| Gloria Carrá         | "La Flaca" García                           | 68 - 72                                                        |
| Tony Vilas           | Altube                                      | 69                                                             |
| Jesús Berenguer      | Laborano                                    | 70                                                             |
| Mario Sapag          | Alcides Nieva                               | 70                                                             |
| Claudio Da Passano   | Bernardez                                   | 71                                                             |
| María Carámbula      | Celeste                                     | 72 - 76                                                        |
| Joaquín Galán        | Joaquín Penoff                              | 73                                                             |
| Lucía Galán          | Lucía Penoff                                | 73                                                             |
| Eduardo De La Puente | De Felippo                                  | 74                                                             |
| Marcos García Grau   | "El Zurdo"                                  | 54 75                                                          |
| Paula Martínez       |                                             | 75, 76                                                         |
| Alejandro Dolina     | Berterreix                                  | 75                                                             |
| Héctor Nogués        | Forense                                     | 76, 85, 86                                                     |
| Roberto Galán        | "Pinturita"                                 | 76                                                             |
| Jorge Suárez         |                                             | 77, 78                                                         |
| Diana Lamas          | Sandra                                      | 77 - 79                                                        |
| Emilio Bardi         | Camionero                                   | 78, 81, 82                                                     |
| Jorge Sassi          |                                             | 78, 79                                                         |
| Raúl Rizzo           | Salcedo                                     | 78, 79                                                         |
| Gonzalo Urtizberea   | "Metralla"                                  | 78 - 82                                                        |
| Celeste Carballo     | Azucena                                     | 78 - 82                                                        |
| Mario Pergolini      | "Canuto"                                    | 78 - 82                                                        |
| Miguel Habud         |                                             | 79                                                             |
| Henry Zakka          | Arancibia                                   | 79, 84, 94, 95                                                 |
| Pablo Rago           | Sergio                                      | 80                                                             |
| Nancy Duplaa         | Viviana                                     | 80                                                             |
| Gustavo Ferrari      | Tito                                        | 80                                                             |
| Nilda Raggi          |                                             | 81                                                             |
| Juan Carlos Ricci    |                                             | 81                                                             |
| Nicolás Cabré        | Javier                                      | 81                                                             |
| Favio Posca          | "Chueco"                                    | 83                                                             |
| Mauro Marinelli      | Nahuel                                      | 83 - 95                                                        |
| Carlos Garric        | Comisario Inspector (R) Antonio Vega        | 84, 90, 91, 92                                                 |
| Juan Palomino        | Gerardo Córdoba                             | 84, 85                                                         |
| Martín Surte         |                                             | 85                                                             |
| Dady Brieva          | Montes                                      | 87                                                             |
| Susú Pecoraro        | "Yuly"                                      | 87 - 89                                                        |
| Edward Nutkiewicz    |                                             | 88                                                             |
| Pappo                | "El Tano"                                   | 88                                                             |
| Andrés Vicente       |                                             | 89                                                             |
| Danilo Devizia       |                                             | 90                                                             |
| Lana Montalban       |                                             | 90                                                             |
| Blanca Curi          | Asunta                                      | 91                                                             |
| Roberto Baldi        |                                             | 92, 93                                                         |
| Florencia Raggi      | Natalia                                     | 93                                                             |
| Jorge García Marino  | Robino                                      | 93 - 95                                                        |
| Antonio Caride       | Argüello                                    | 93 - 95                                                        |
| Valeria Lynch        | Voz Misteriosa (en persona)                 | 94                                                             |
| Ernesto Larresse     | Marcelo                                     | 95                                                             |

### Temporada 3
| Adrian Suar        | Gustavo "El Nene" Carrizo                   | 96 - 113                           |
| Laura Novoa        | Oficial Inspector Verónica Vega             | 96 - 113                           |
| Horacio Ranieri    | Subcomisario Esteban Cedrés                 | 96 - 99                            |
| Adriana Aizemberg  | Celia                                       | 96 - 113                           |
| Roberto Mosca      | Dana                                        | 96 - 113                           |
| Eduardo Cutuli     | Sargento 1° Gabriel Medina                  | 96 - 113                           |
| Federico D'Elia    | Oficial Principal Martín "El Chino" Cubasca | 96 - 97                            |
| Diego Peretti      | Aldo "Tarta" Gaona                          | 96 - 113                           |
| Guillermo Marcos   | Heráclito Bustos                            | 96 - 113                           |
| Alejandro Fiore    | "El Negro" Rodríguez                        | 96 - 113                           |
| Andrea Ríos        | Nancy                                       | 96 - 113                           |
| Osvaldo Santoro    | Comisario Inspector "Chape" Ruiz            | 96 - 113                           |
| Mauro Marinelli    | Nahuel                                      | 96 - 113                           |
| Claudio Rissi      | Amadeo Jesús Ibáñez                         | 96, 97, 98, 99, 100, 101, 105, 112 |
| Henry Zakka        | Arancibia                                   | 96, 97, 99, 100, 101, 102, 105     |
| Enrique Liporace   | Zarini                                      | 96 - 98                            |
| Horacio Treger     | Agente Dea                                  | 97                                 |
| Daniel Marcove     | Mussa                                       | 97 - 99                            |
| Juan Gujis         | "El Muerto"                                 | 98                                 |
| Villanueva Cosse   | Comisario Mayor                             | 98, 99, 101, 102                   |
| Fabián Gianola     | Nando                                       | 98, 101, 102, 103, 104             |
| Carlos Garric      | Comisario Inspector (R) Antonio Vega        | 100                                |
| Patricio Guerty    | "Pita"                                      | 100                                |
| Alejandra Darín    | Marta                                       | 100 - 113                          |
| Sandra Smith       | Oriana                                      | 100 - 102                          |
| Roberto Petinatto  | León                                        | 100                                |
| Pipo Cipollatti    | "Polaco"                                    | 101                                |
| Juanse             | "Flaco"                                     | 102                                |
| Adrián Otero       | "Aguante"                                   | 102                                |
| Patricia Sosa      | Alejandra                                   | 103, 104                           |
| Gabriel Levy       | "Mentirita"                                 | 103, 104                           |
| Héctor Da Rosa     | "Turco"                                     | 104                                |
| Vicentico          | Ángel                                       | 105                                |
| César Vianco       | Subcomisario "Quique" Jordán                | 105, 106, 110, 111, 112, 113       |
| Natalia Lobo       | Viviana                                     | 106, 109                           |
| Claudio Da Passano | Parente                                     | 106                                |
| Claudia Flores     | Marina                                      | 107                                |
| Mercedes Marti     | Periodista                                  | 107                                |
| Gabriel Lenn       | Alejandro                                   | 107                                |
| Héctor Calori      | "Pepe"                                      | 107                                |
| Manuel Callau      | Giordano                                    | 107                                |
| Divina Gloria      | Judith                                      | 108 - 113                          |
| Antonio Ugo        | Mario                                       | 108                                |
| Fito Yanelli       | Alberto                                     | 108                                |
| Damián Canducci    | Rogelio                                     | 109                                |
| Edgardo Moreira    | Alejandro Alem                              | 109                                |
| Marcos García Grau | "El Zurdo"                                  | 110, 111                           |
| Melina Petriella   | Magalí                                      | 110, 111                           |
| Roberto Franco     | Domínguez                                   | 110, 111                           |
| Roberta Bechini    | Roberta                                     | 111                                |
| Marina Vollmann    | Samira                                      | 112                                |
| Mariana Torres     | Bárbara                                     | 112                                |
| Leonardo Bechini   | Zelasco                                     | 112                                |
| Horacio Dener      | Fiscal                                      | 113                                |
| Carlos Bermejo     | Juez                                        | 113                                |
| Daniel Gallardo    |                                             | 113                                |
| Franklin Caicedo   | Martín                                      | 113                                |

#### Cameos/Crossovers
- Araceli González como Carola Casini de la serie Carola Casini (Capítulo 108)
- Juan Palomino como Santiago Becerra de la serie Carola Casini (Capítulo 108)
- Alejandro Awada como Felipe de la serie Verdad Consecuencia (Capítulo 108)
- Carlos Santamaría  como Juan Maiuchi de la serie Verdad Consecuencia (Capítulo 108)
- Fabián Vena como Leonardo Predás de la serie Verdad Consecuencia (Capítulo 108)
- Ricardo Darin Cameo (Capítulo 25)

## Guionistas

### Autores
- Leonardo Bechini (1 - 108)
- Oscar Tabernise (1 - 108)

### Colaboraciones
- Pablo Feldman (8)

## Premios
Fue galardonado por APTRA (Asociación de Periodistas de Radiodifusoras y Televisión de la Repùblica Argentina) en los siguientes Rubros:
- Martín Fierro a Mejor programa unitario.
- Martín Fierro a Mejor Producción Integral de TV.
- Martín Fierro a Mejor Autor (Leonardo Bechini - Oscar Tabernise).
- Martín Fierro a Mejor Actor de reparto (Osvaldo Santoro).
- Martín Fierro a Mejor Cortina Musical (Lito Vitale).

## Adaptaciones
- La productora Telemundo en coproducción con Argos realizaron una versión titulada "Ladrón de corazones" con Manolo Cardona y Lorena Rojas en 2003.